# جان ترون
جاناتان آریان جعفری (انگلیسی: JonTron) (‎/ɑːrˈjæn/‎؛ متولد ۲۴ مارس ۱۹۹۰) که با نام اینترنتی جان ترون شناخته شده، یک کمدین، داور و شخصیت اینترنت ایرانی-آمریکایی است. او بازی‌های ویدیویی، فیلم‌ها و نمایش‌های تلویزیونی از ژانرهای مختلف را به صورت گذشته نگر و کمدی در کانال اینترنتی خود در یوتیوب، بررسی می‌کند.
تا تاریخ فوریه ۲۰۲۰، کانال او در یوتیوب دارای ۵٫۹۴ میلیون مشترک و ۹۱۳ میلیون بازدید است.

## اوایل زندگی
جاناتان آریان جعفری  در ۲۴ مارس ۱۹۹۰ در رانچو پالوس وردز، کالیفرنیا متولد شد. او از طرف مادرش، مجارستانی‌تبار و از سمت پدری دارای‌تبار ایرانی است. وی از سال ۲۰۰۴ تا ۲۰۰۸ در دبیرستان پالوس وردز شرکت کرد.

## حرفه

### در آغاز کار
جعفری یک اکانت NEWGROUNDS تحت عنوان "BirdmanXZ6" در سال ۲۰۰۳ ایجاد کرد و در آنجا پنج انیمیشن را آپلود کرد. در سال ۲۰۰۶، او یک حساب یوتیوب با همین نام ایجاد کرد.
جعفری در سال ۲۰۱۰ برای Screwattack.com مشغول به کار شد، بازی‌هایی نظیر GoldenEye 007 را مرور کرد و در ScrewAttack با آستین هراگراوی آشنا شد.

### جان ترون
در ۳۱ اوت ۲۰۱۰، جعفری یک کانال یوتیوب به نام JonTronShow ایجاد کرد. وی اظهار داشت که او نام جان ترون را انتخاب کرده‌است زیرا «یادآور فناوری» است. این نمایش در ابتدا قرار بود JonTron 2.0 نامیده شود. وی سپس یک بررسی دو بخشی از نسخه نینتندو ۶۴ بازی Daikatana را بارگذاری کرد، اولین قسمت در سریال جان ترون ،است.
در هر قسمت از JonTron، جعفری به بررسی بازی‌های مفرد و همچنین بازی‌هایی با موضوع یا ژانر خاص می‌پردازد. او معمولاً همراه با طوطی سبز خود، ژاک است که با صدای رباتیک صحبت می‌کند.
جعفری معمولاً عناصر کمدی را در این اپیزودها درج می‌کند تا عکس العمل‌های خود را نسبت به بازی ویدیویی که در حال مرور است نشان دهد.
جعفری تعداد زیادی از اقتباس‌های بازی‌های ویدیویی از حق رای دادن‌های محبوب مانند هرکول، باربی، تنها در خانه و کونان بربر را بررسی کرده‌است. او همچنین بازیهای مختلفی را بدون مجوز به ویژه بر اساس حق رای پوکمون و همچنین فیلمهای دیزنی بررسی کرده‌است. جعفری همچنین گاه به گاه بررسی‌های فیلم را بارگذاری می‌کند. محبوب‌ترین فیلم وی بررسی او در مورد تبلیغات نوار چسب Flex Tape با عنوان "ضد آب بودن زندگی من با FLEX TAPE" با ۴۹٫۳ میلیون تا تاریخ ژانویه ۲۰۲۰ بازدید داشت.
طبق گفته جعفری در اپیزودی از جان ترون، پس از پستی در ردیت با بررسی جعفری از بازی سوپر نینتیدو، شهر دایناسور ، به شماره ۱ در وب سایت رسید. در سال ۲۰۱۱، جعفری دو کانال اسپین آف Let Let's Play ایجاد کرد.
اولین، "JonTronStarcraft"، دارای دو فیلم از جعفری است که بازی معروف استراتژی هم‌زمان بلیزارد انترتینمنت و StarCraft را بازی می‌کند. کانال دوم، "JonTronLoL"، چهار فیلم از جعفری دارد که در بازی چندنفره لیگ افسانه‌ها بازی می کند. هر دو کانال کمتر از ۲۵۰۰۰ مشترک دارند. JonTronShow در ماه مه ۲۰۱۴ به ۱ میلیون مشترک رسید.
در ماه مه سال ۲۰۱۵، جعفری یک سری وب اسپین آف را در کانال YouTube خود با عنوان JonTron's StarCade منتشر کرد، که در آن بازی‌ها را بر اساس رای دادن به جنگ ستارگان را بررسی می‌کند. شبکه‌های اینترنتی شامل شخصیتهای شخصیتی و بازیگرهای اینترنتی دیگری همچون Egoraptor، مارکیپلایر، Nathan Barnatt , Ross O'Donovan و Kyle Hebert بودند. این سریال توسط Maker Studios، زیرمجموعه شرکت والت دیزنی ساخته شده و پس از ۹ قسمت در دسامبر سال ۲۰۱۵ به پایان رسید.
جعفری گهگاه فیلم‌هایی را بارگذاری می‌کند که در آن در مورد موضوعاتی که مهم می‌داند اظهار نظر می‌کند که معمولاً مربوط به بازی‌های ویدیویی است. او همچنین از بسته شدن یکی از محبوب‌ترین سرورهای خصوصی، نوستالریوس، که نسخه ای از نسخه ۱٫۱۲ بازی بود ، انتقاد کرد. ویدئوی جعفری در ایجاد توجه به این موضوع کمک کرد و منجر به هزاران امضا در طومار Change.org شد.
در تاریخ ۲ دسامبر ۲۰۱۸، ویدئویی با عنوان "Flex Tape 2: Flexening" در کانال اصلی وی بارگذاری شد و بدین ترتیب وقفه یوتیوب ۱۱ ماهه وی شکسته شد.

### چکمه‌های معمولی
چکمه‌های معمولی در اواخر سال ۲۰۱۰ توسط جعفری و آستین هارگریو ایجاد شد تا به عنوان یک مرکز توجیهی عمل کنند که جعفری و هارگریو بتوانند محتوا را ارسال کنند و درآمد تبلیغات را دریافت کنند. چکمه‌های معمولی در تاریخ ۲۴ ژانویه ۲۰۱۴ با اضافه شدن سایر کانالهای با محوریت بازی‌های ویدئویی ProJared و Satchbag's Goods دوباره راه اندازی شد.
در تاریخ ۱۸ مه ۲۰۱۷ اعلام شد که جعفری دیگر بخشی فعال این گروه نخواهد بود، اما همچنان به عنوان یکی از اعضای مؤسس باقی می‌ماند.

### همکاری
جعفری با چندین کانال YouTube از جمله کانال ایتان و کانال هیلا کلین h3h3Productions همکاری کرده‌است.
از اکتبر ۲۰۱۵ تا اوت ۲۰۱۶، هیلا کلین تهیه‌کننده JonTron بود.
جعفری همچنین یک خواننده برجسته در یک قسمت از سریال اینترنتی برادران گرگوری بود. در همین زمان، برادران گرگوری بازبینی جعفری را در مورد بازی، تایتانیک، دوباره انجام دادند و در iTunes منتشر شد.
در سال ۲۰۱۳، قبل از رفتن او از Game Grumps، جعفری و هانسون در یک فیلم تبلیغاتی تولید شده برای فیلم Pacific Rim برادران وارنر ظاهر شدند.
در همین زمان، جعفری در موزیک ویدیوی Party Sex Ninja برای «بیا این جشن وحشتناک رو شروع کنیم»، که توسط هانسون کارگردانی شده بود، ظاهر شد.
جعفری برای تبلیغ سریال جهانی ۲۰۱۳، در یک جلد آکاپالا با عنوان " Take Me Out to the Ball Ball "، تهیه شده توسط پپسی کو و نوازنده مایک تامپکینز ظاهر شد که در کانال موسیقی Maker Studios 'Maker بارگذاری شد.
در اکتبر سال ۲۰۱۵، جعفری در سریال فیلم‌های نوستالژیا منتقدان در مورد فیلم‌ها یا نمایش‌های مربوط به هالووین، به نام نوستالژیا-وین ظاهر شد. در نوامبر سال ۲۰۱۶، جعفری آلبومی به نام Love Is Like Drugs with The Gregory Brothers منتشر کرد که در جدول مجله بیلبورد در آلبوم‌های کمدی هفته ۲۶ نوامبر به شماره دو رسید.

## کارهای دیگر
جعفری در ژوئن ۲۰۱۴ با بانجو-کازوئی در یک توییچ. تی وی ایفای نقش کرد تا کمک‌های مالی کمپین GoFundMe برای Teach For America را جمع کند.
جعفری اظهار داشت که اگر به هدف پیشنهادی ۲۵۰۰۰ دلاری ضربه ای بیفتد، وی جلد آهنگ " آتش بازی " کتی پری را که در ابتدا برای بررسی خود در سال ۲۰۱۱ از DinoCity ضبط شده بود، دوباره ضبط می‌کند. نسخه کامل این جلد در ۱۴ فوریه ۲۰۱۶ در کانال YouTube جعفری بارگذاری شد.
جعفری کار صداگذاری را برای بازی ویدیویی A Hat in Time انجام داده‌است

## نظرات سیاسی

### رأی دادن
جعفری در مصاحبه ای با برایتبارت نیوز اظهار داشت که هر دو بار به باراک اوباما رأی داده‌است و وی در ابتدای سال ۲۰۱۶ از برنی سندرز حمایت می‌کند، اما گفته‌است که او را محافظه کار یا لیبرال نمی‌شناسد.

### بحث و جدال نژادی
در ۱۲ مارس ۲۰۱۷، جعفری در توئیتی با دفاع از نقل قول از نماینده آیووا استیو کینگ، که درمورد سیاست ایالات متحده در مورد مهاجرت توییت کرده بود، نوشت: «ما نمی‌توانیم تمدن خود را با بچه‌های شخص دیگری احیا کنیم.» جعفری از توئیت کینگ دفاع کرد و بعداً در کانال Twitch streamer Destiny ظاهر شد تا نظرات خود را توضیح دهد.
وی در طی این ظاهر گفت: «هیچ کس نمی‌خواهد در کشور خود اقلیت شود»، و تأکید کرد که مسئولیت این مسئله را داشته‌است که افراد سفیدپوست به دلیل نژادپرست بودن بخاطر اینکه می‌خواهند اکثریت باقی بمانند، نشانه گرفته‌اند.
وی گفت: وی این نوع واکنش را منافقانه با نحوه ارزیابی اکثریت سایر کشورها دانست. وی همچنین در جریان ظاهر یک و ربع ساعت اظهار داشت که وی آمارهایی را دیده‌است که سیاه پوستان ثروتمند مرتکب جنایات بیشتری نسبت به سفیدپوستان فقیر می‌شوند و همچنین از این سؤال که آیا استعمار آفریقا توسط کشورهای اروپایی چیز خوبی بود یا خیر. اندکی پس از آن، بسیاری از رسانه‌ها اظهارات وی را مورد انتقاد قرار دادند و به‌طور مشخص ادعای وی راجع به جنایاتی که توسط سیاهپوستان ثروتمند انجام شده‌است، زیر سؤال می‌برند.
اظهارات وی با واکنش شدید در طرفداران او همراه شد، و شرکای آن از دست دادن جزئی مشترکان خبر دادند. کوتاکو گزارش داد که بسیاری از هواداران دیرینه جعفری از این دیدگاه‌ها احساس ناراحتی می‌کنند، اما همچنان محتوای او را تماشا می‌کنند. جعفری در تاریخ ۱۹ مارس بیانیه ای را در یوتیوب منتشر کرد و سعی داشت به برخی از استدلال‌های بحث‌برانگیز خودش از این جریان بپردازد. در تاریخ ۱۸ مه ۲۰۱۷ توسط NormalBoots اعلام شد که پس از اظهارات جعفری، وی همچنان به عنوان بنیانگذار محترم گروه بازی می‌کند، اما او دیگر به عنوان یک عضو فعال بازی نخواهد کرد و این یک «درک متقابل» است، اگرچه این او اخراج نشده بود در ماه مه ۲۰۱۹، جیرارد خلیل، عضو NormalBoots، در اظهار نظر در یوتیوب ادعا کرد که رفتن جعفری هیچ ارتباطی با جنجال پیرامون اظهارات وی ندارد و با بیان اینکه جعفری احساس می‌کند که دیگر نمی‌تواند به دلیل طولانی مدت ساخت فیلم، وی را به این گروه کمک کند، و اینکه او قصد داشت چندین ماه را ترک کند. خلیل همچنین اظهار داشت که این گروه چند هفته پس از مشاجره، اعلامیه را اعلام کردند، و با این وجود تصمیم گرفتند اظهاراتی را دربارهٔ جعفری بیان کنند، زیرا برخی اعضای آن از یک والدین مهاجر متولد شده‌اند.
در نوامبر ۲۰۱۷، جعفری در پادکست h3h3 ظاهر شد. در اینجا، وی بیشتر در مورد اظهارات خود صحبت کرد و اظهار داشت که نباید بدون مقدمات قبلی وارد موضوعاتی شد که در آن به سر می‌برد و ادعا می‌کرد که هیچ دیدگاه نژادپرستانه ای ندارد، در حالی که وی همچنین اظهار داشت که آرزو می‌کند مردم می‌توانند در مورد این چیزها بدون اینکه جادوگران یکدیگر را شکار کنند، صحبت کنند. " با وجود این، وی از عقب‌نشینی اظهارات خود امتناع ورزید.

## محبوبیت
در سال ۲۰۱۶، جعفری به عنوان یک شخصیت در کنار سایر همکارانش در NormalBoots در رمان بصری Asagao Academy به نمایش درآمد.

## جوایز و افتخارات
- در سال ۲۰۱۳، جعفری جزء «۷ بازی ساز عالی یوتیوب که باید تماشا کنید» از CraveOnline بود.[۴۳]
- مجله تایم جان ترون را به عنوان هفتمین شخصیت جستجوی اینترنتی در گوگل در سال ۲۰۱۵ معرفی کرد.
- جان ترون، در فهرست ۱۰ فیلم برتر یوتیوب بازی‌های ویدیویی از WatchMojo.com در رتبه پنجم قرار گرفت.[۴۴][۴۵]

## زندگی شخصی
جعفری در شهر نیویورک اقامت دارد. او در ۲۳ اکتبر سال ۲۰۱۹ با شارلوت کلاو ازدواج کرد.

## آثار

### بازی‌های ویدیویی
| سال  | عنوان                              | نقش           | یادداشت                              |
| ---- | ---------------------------------- | ------------- | ------------------------------------ |
| ۲۰۱۶ | آکادمی آساگاو: کلاب چکمه‌های معمولی | جان           |                                      |
| ۲۰۱۷ | یوکا-لیلی                          | توالت         | در روز ۱ با یک صدای دیگر جایگزین شد. |
| ۲۰۱۷ | یک کلاه در زمان                    | پرنده پذیرایی |                                      |

### سری وب
| سال       | عنوان                   | نقش           | یادداشت                                            |
| --------- | ----------------------- | ------------- | -------------------------------------------------- |
| ۱۳۱۳–۱۳۹۰ | بازی گرامپ              | خودش          | ۶۳۶ قسمت؛ میزبان همچنین آهنگساز موسیقی ساز و مضمون |
| ۱۳۱۳–۱۳۹۰ | صفحه: زمینه تخصص جادویی | تیرانداز مخفی | ۳ قسمت                                             |
| ۲۰۱۶      | بچه‌های هوشمند           | پسر           | قسمت ۳: "استخدام"                                  |